# Zourab Japaridze
Zourab Girchi Japaridze (en géorgien : ზურაბ გირჩი ჯაფარიძე), né le 1er décembre 1976, est un homme politique géorgien et fondateur du parti Girchi - Plus de liberté en 2020.

## Biographie
Japaridze est diplômé de l'université d'État de médecine de Tbilissi en 1999 et de l'Institut géorgien des Affaires publiques (IGAP) en 2005, à partir de cette année, il y devient professeur jusqu'en 2011, date où il part travailler à l'université libre de Tbilissi.

### Carrière politique
Japaridze rentre dans la vie politique en 2012 lorsqu'il rejoint le Mouvement national uni (MNU), il est élu au Parlement de Géorgie cette année-là lors des élections législatives. En juin 2013, il se présente aux élections primaires du MNU pour être candidat à l'élection présidentielle de 2013, mais ne parvient pas à gagner cette élection. Malgré cet échec, il reste au parti jusqu'en 2016, date à laquelle il fait le choix de le quitter le MNU ainsi que son poste au Parlement. Il justifie cette décision en déclarant que le gouvernement d'Ivanichvili est corrompu, en qualifiant l'ancien Premier ministre d'« oligarque ».
À la suite de ce départ, il fonde son propre parti : le Nouveau Centre Politique - Girchi, un mouvement de droite républicaine. En 2018, il se présente à l'élection présidentielle et récolte 2,26 % des suffrages exprimés, puis, en 2020, il est élu au Parlement mais décide de refuser le poste et de quitter son parti anciennement fondé. Il dénonce également la défense par un membre de son propre parti, Iago Khvichia, d'un homme arrêté pour visionnage de vidéos pédopornographiques,.
Il fonde un nouveau parti : Girchi - Plus de liberté, un mouvement libertarien, tourné vers l'Occident. Ce parti prône l'entrée de la Géorgie dans l'Union européenne et dans l'OTAN, ainsi qu'une politique de décentralisation du pays.

### Actions en tant que militant d'opposition et arrestation
Le 2 décembre 2024, à la suite de manifestations dans les rues de Tbilissi en réaction aux résultats controversés des élections législatives de 2024, Japaridze ainsi que plus de 200 manifestants sont arrêtés par des forces de l'ordre.
En 2025, il refuse à plusieurs reprises de se présenter à sa convocation par une commission d'enquête sous l'autorité du Rêve géorgien, sur les « crimes » qui auraient prétendument été commis sous la présidence de Mikheil Saakachvili et du MNU, de 2004 à 2012. Zourab Japaridze qualifie la procédure d'« illégitime » et « indûment influencée par le parti au pouvoir ». Le 22 mai 2025, il est convoqué au tribunal et emprisonné à l'issue de l'audience, ce qui constitue selon son avocat « une décision politiquement motivée et une tentative de faire taire une voix politique critique ». 
Zourab Japaridze est condamné le 23 juin 2025 à 7 mois de prison et 2 ans d'interdiction d'occuper toute fonction publique. Il est accusé d'avoir refusé de témoigner devant la commission d'enquête du Rêve géorgien. Sa condamnation s'inscrit dans une intensification de la répression par le régime du Rêve géorgien des forces d'opposition.